# Кад засвира
Кад засвира је четврти студијски албум хрватског поп-рок певача Луке Нижетића, издат 2012. године за Менарт. Снимљени су спотови за песме Југо, Тамо гдје ме срце вуче, Обећање, Нису године и У сновима.

## Списак песама
| №   | Назив                  | Трајање |  |
| 1.  | Кад засвира оркестар   |         |  |
| 2.  | Тамо гдје ме срце вуче |         |  |
| 3.  | Нису године            |         |  |
| 4.  | У сновима              |         |  |
| 5.  | Југо                   |         |  |
| 6.  | У сваком уздаху        |         |  |
| 7.  | Ето туге               |         |  |
| 8.  | Да родим се            |         |  |
| 9.  | Нек падне мрак         |         |  |
| 10. | Живот цури             |         |  |
| 11. | ...да шутимо заједно   |         |  |
| 12. | Обећање                |         |  |